# Ford Ka
De Ford Ka is een automodel van de Amerikaanse autofabrikant Ford, vervaardigd van 1996 tot 2016 als stadsauto en vanaf 2014 als compacte auto. De tweede generatie ging in 2008 in productie bij Fiat in Tychy, Polen. Medio 2016 onthulde Ford de Europese versie van de derde generatie, die wordt verkocht onder de naam Ford Ka+.

## Eerste generatie (1996-2008)
De Ka werd in 1996 geïntroduceerd als een kleine en goedkope toevoeging aan het Ford-gamma. Het model was gebaseerd op het vierde generatie Ford Fiesta-platform, maar met een compleet ander exterieurontwerp. De Ka was ontworpen aan de hand van de ontwerpstijl New Edge, een combinatie van ronde vormen en scherpe lijnen. Deze ontwerpstijl was ook terug te vinden in de Ford Focus. Aangezien de Ka bij het publiek geliefd was, ging het ontwerp een behoorlijk aantal jaren mee. Regelmatig werden er "special editions" uitgegeven, dit waren aangeklede Ka's die met een gimmick als een kunstwerk verkocht worden. Bovendien stond de Ford Ka in 1997 op nr. 2 op de lijst van de Auto van het Jaar.
In 2003 kwamen er twee speciale edities op de markt: de SportKa en de StreetKa. Bij de SportKa was het belangrijkste verschil de sterkere motor (1,6), tevens was het onderstel ontworpen door TeamRS. De sportKa was afgeleid van de streetKa die als studiemodel in Turijn werd voorgesteld aan het publiek. Aangezien men het vermogen van de streetKa graag in een snellere versie van de Ka zou willen zien, werd de sportKa geïntroduceerd. De StreetKa was een cabrioletuitvoering van de normale Ka, die alweer uit productie werd genomen nadat er 300 van verkocht zijn in Nederland. De streetKa is ontworpen door Ghia en werd in Turijn geproduceerd door Pininfarina.

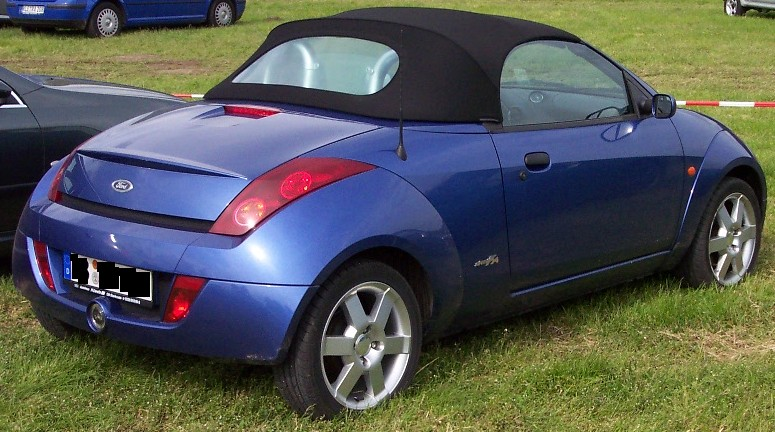
Ford StreetKa
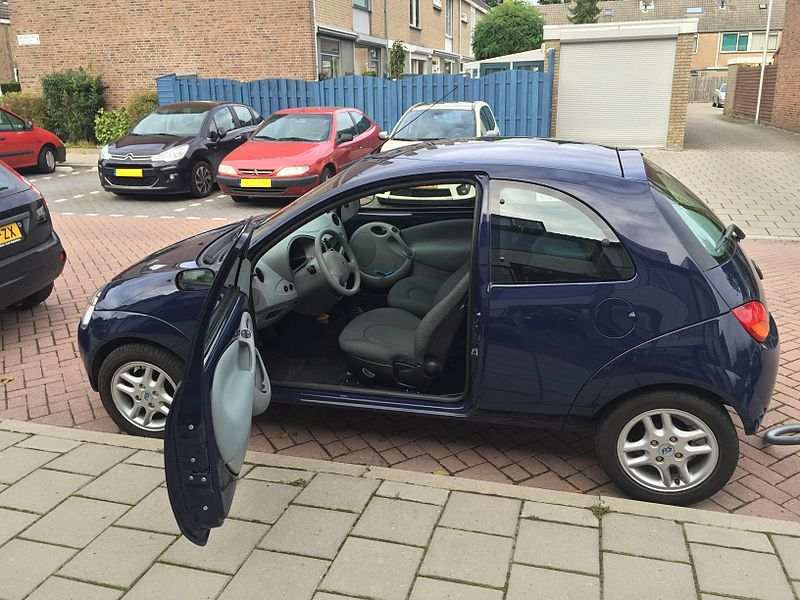
Nederlandse Ford Ka 1.3 Sound & Cool

## Tweede generatie (2008-2016)

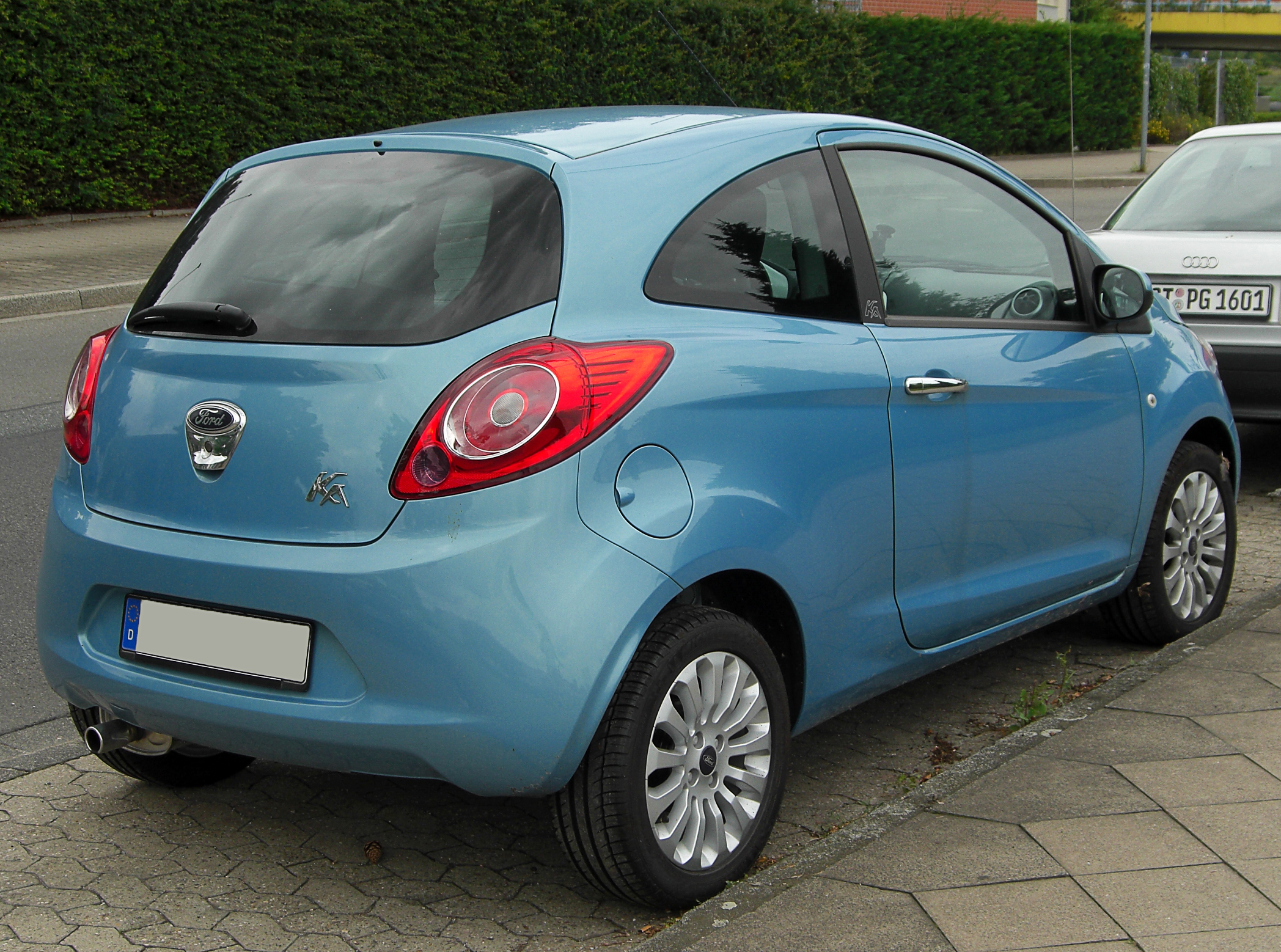
Ford Ka, achteraanzicht

De tweede generatie Ford Ka is in 2008 op de markt verschenen. Dit model was qua uiterlijk ontworpen naar het zogeheten Kinetic Design dat Ford ook al heeft gebruikt op de nieuwe generatie Ford Fiesta en de Ford Mondeo. Het nieuwe model was ontwikkeld in samenwerking met Fiat en werd gebouwd in dezelfde fabriek in Polen, waar de technisch vrijwel gelijke nieuwe Fiat 500 en de Panda van de band rollen. De nieuwe Ka was voor het eerst leverbaar met een dieselmotor, te weten de 1.3 MultiJet-diesel van Fiat met een vermogen van 75 pk. De benzinemotor was de bekende 1242cc FIRE-motor van Fiat, die ook in de Fiat Punto werd gebruikt.
De tweede generatie Ford Ka is in 2016 uit productie gegaan. De samenwerking met Fiat is hiermee stop gezet. De Fiat 500 wordt nog wel geproduceerd.

## Derde generatie (2014-2021)

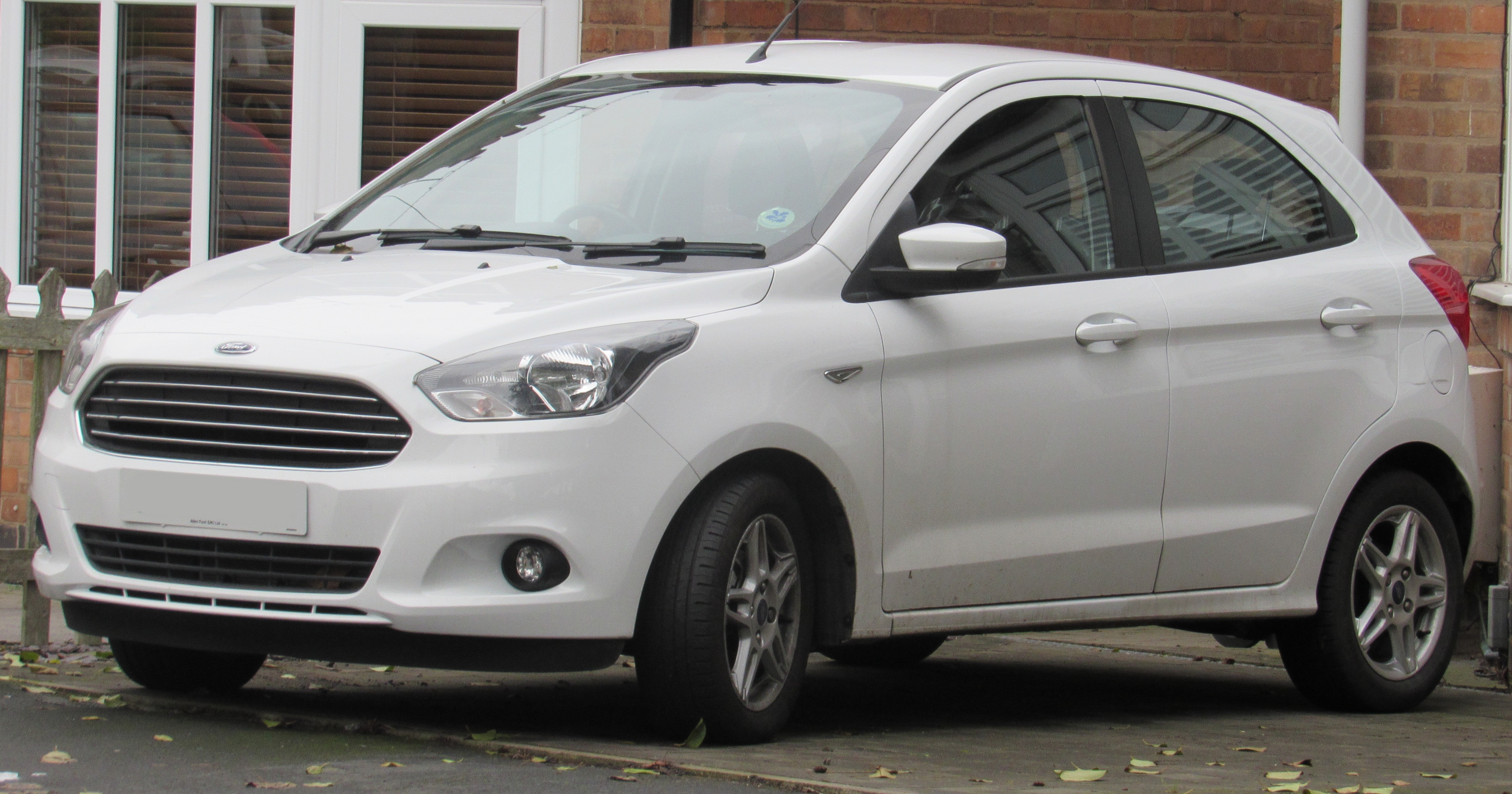
Ford Ka+ (2017)

Eind 2013 kondigde Ford aan dat de derde modelgeneratie van de Ford Ka geproduceerd zou worden in de Camaçari-fabriek in Brazilië. Later was ook de productie voorzien in India, China en Thailand. Het nieuwe model wordt, net als andere Ford-modellen zoals de Fiesta en Focus, als een wereldauto op veel markten in bijna dezelfde versie (soms als Ford Figo) aangeboden.
Voor het eerst is de Ka verkrijgbaar als vier- en vijfdeursmodel. Op veel markten, maar niet in Nederland, wordt ook een sedanversie aangeboden die Ka+ of Figo Aspire wordt genoemd. De auto is, net als de modellen B-MAX, EcoSport en Fiesta, gebaseerd op het zogenaamde B-platform.
Medio 2016 is de Europese versie geïntroduceerd. Deze wordt net als de EcoSport in India geproduceerd, in een speciaal gebouwde fabriek in Sanand in het district Ahmedabad. Volgens Ford vond de Europese marktlancering veel later plaats omdat er onder meer veel wijzigingen aan het chassis, het geluidsniveau en de afwerking werden doorgevoerd. In Nederland wordt alleen de vijfdeurs verkocht als Ka+.
In februari 2018 stelde Ford de vernieuwde Ka+ aan de wereld voor. Van buiten is de vernieuwde Ka+ te herkennen aan zijn vernieuwde grille, standaard aanwezige mistlampen met C-ontwerp en nieuwe bumpers. Ook worden in het interieur nieuwe materialen toegepast en zijn er chroomkleurige accenten. Nieuw in het assortiment vanaf 2018 is de Ka+ Active, een cross-over-variant. Deze heeft een 23 mm grotere bodemvrijheid, speciale 15-inch lichtmetalen velgen, dakrails en een speciale bodykit.
In september 2019 heeft Ford echter de stekker uit de Europese verkoop getrokken. Strengere CO2-regels zouden hier aan de basis liggen, aangezien het implementeren van hybride-technieken de prijs de hoogte zou injagen.

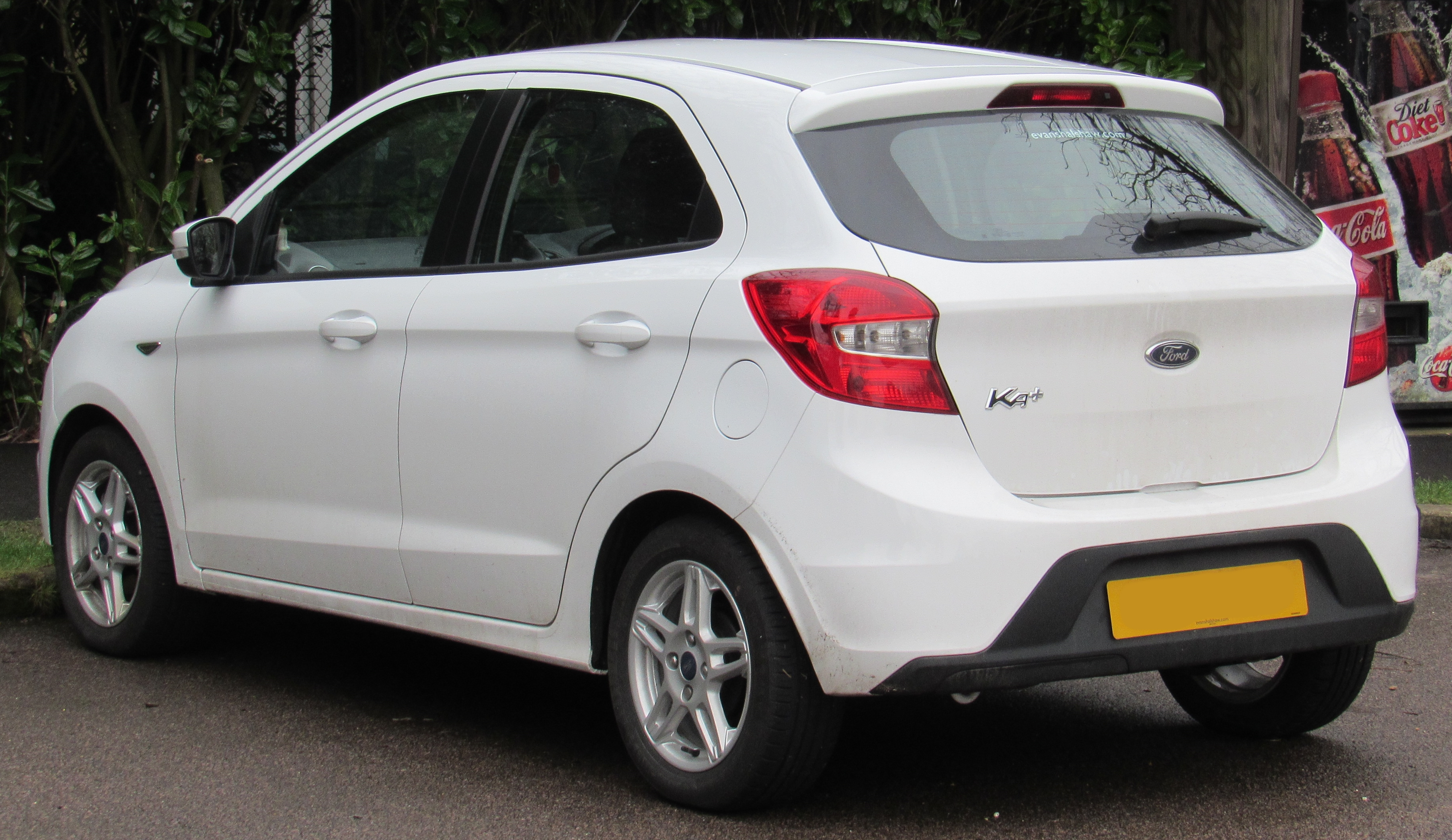
Ford Ka+, achteraanzicht
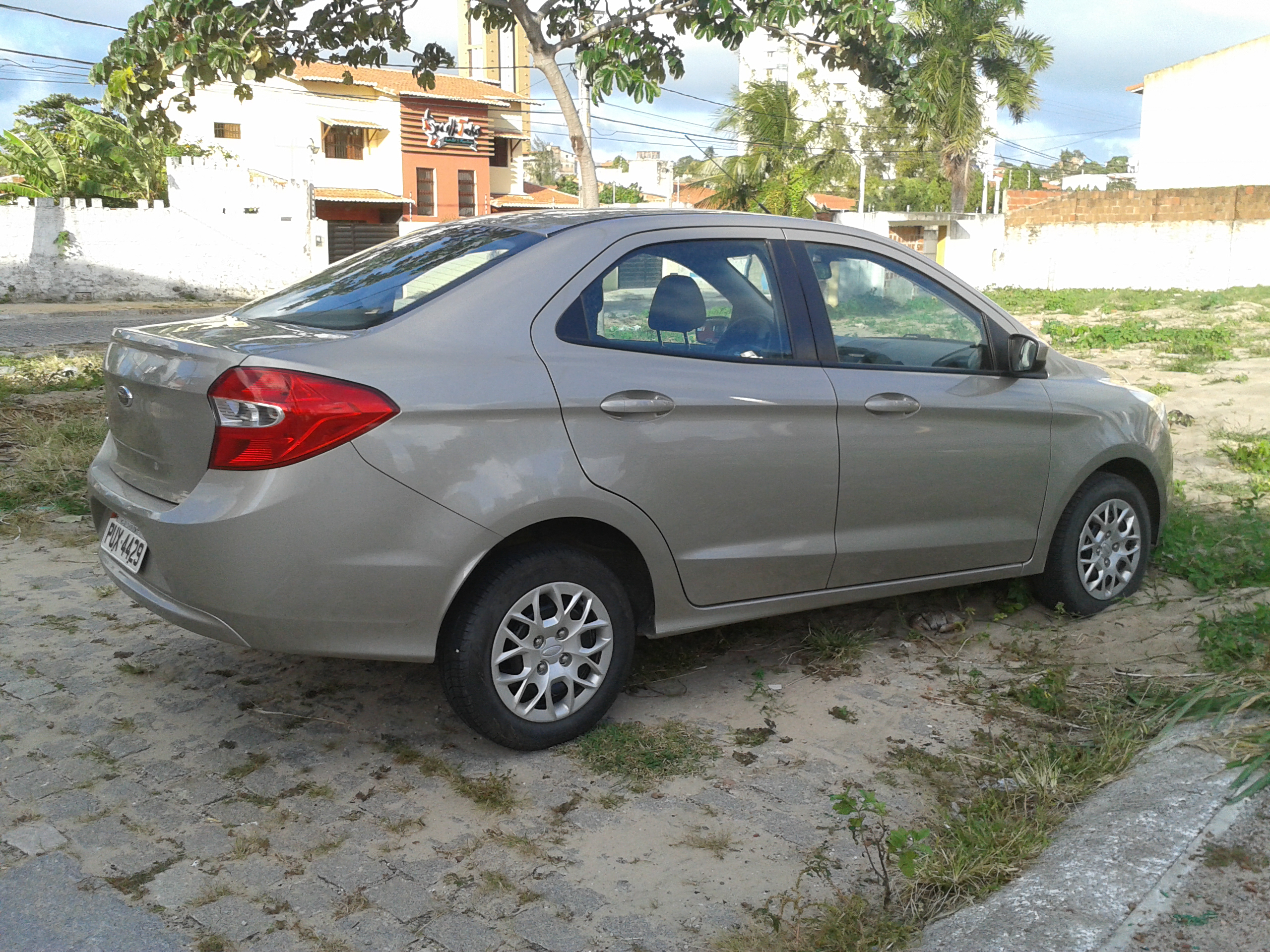
Vierdeurs sedan (Brazilië)
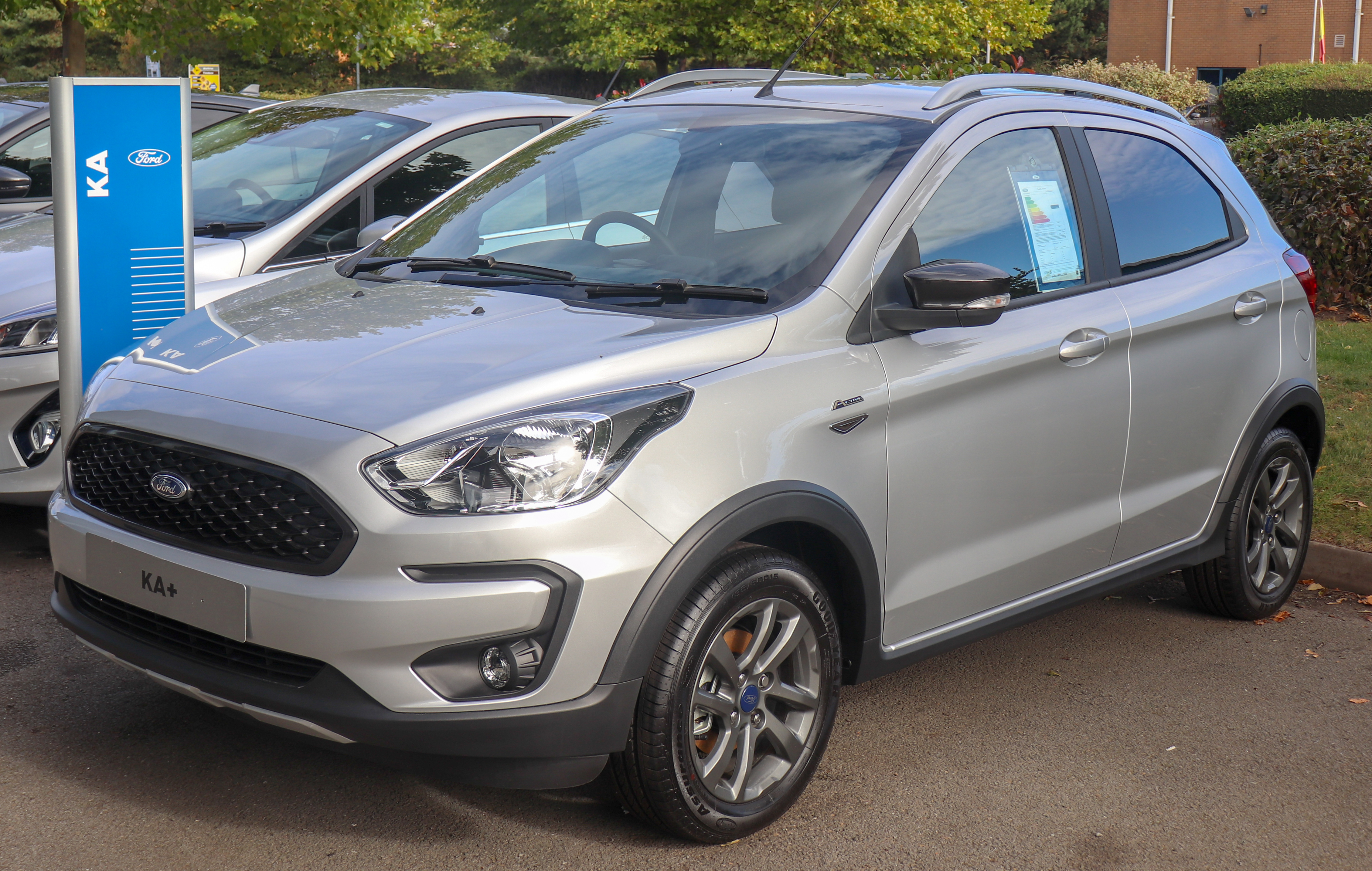
Ford Ka+ Active